# Mapania monostachya
Mapania monostachya är en halvgräsart som beskrevs av Hendrik Uittien. Mapania monostachya ingår i släktet Mapania och familjen halvgräs. Inga underarter finns listade i Catalogue of Life.